# Muñotello
Muñotello település Spanyolországban, Ávila tartományban. Muñotello Mengamuñoz, Villatoro, Pradosegar, Amavida, Muñana, La Torre és Narros del Puerto községekkel határos. Lakosainak száma 49 fő (2024).

## Népesség
A település népessége az utóbbi években az alábbiak szerint változott:
| Lakosok száma | 124  | 107  | 106  | 92   | 79   | 61   | 62   | 62   | 66   | 49   |
|               | 2001 | 2004 | 2006 | 2009 | 2011 | 2014 | 2016 | 2019 | 2021 | 2024 |